# Luise Kött-Gärtner
Luise Kött-Gärtner (* 1953 in Zülpich) ist eine plastische Künstlerin.

## Leben
Kött-Gärtner studierte Plastik bei Benno Werth und Elmar Hillebrand in Aachen. Sie begann in den 1980er Jahren zusammen mit einem Kunstverleger plastische Arbeiten in Bronze preiswert zu fertigen. Die Arbeiten wurden handwerklicher Tradition hergestellt und zu einem erschwinglichen Preis verlegt. Dabei entstanden zu Anfang stark kommerziell geprägte Objekte. Von Beginn an stand der Mensch im Mittelpunkt der bildnerischen Arbeit. Abstraktion und Reduktion wurden im Laufe der Jahre in der Formensprache deutlich. Das intensive Leben mit der Familie prägte und veränderte dabei kontinuierlich die Arbeit.
Nachdem zunächst holzbildhauerische Arbeiten im Vordergrund ihres Wirkens gestanden hatten, griff Kött-Gärtner später mehr und mehr auf Wachs, Ton und Metall als bevorzugte Modellwerkstoffe zurück. Bei der Verwendung des Werkstoffes Wachs kommt das Modell an die Grenzen der Gießtechnik. Erst im aufwendigen Wachsausschmelzverfahren und im Schleuderguss konnten die komplizierten und filigranen Plastiken gefertigt werden. Kött-Gärtner ging aus dem Atelier und beteiligte sich aktiv an Unternehmertagungen zusammen mit dem Zukunftsbüro Wien. Durch die Außentätigkeit ergab sich eine Erweiterung des Arbeitsspektrums. Ihr Ehemann baute ihr ein großes Atelierhaus am Ortsrand von Heimbach in dem immer wieder kulturelle Veranstaltungen stattfinden.
Künstlerische Freunde wie Markus Stockhausen oder die Moderatorin und Schriftstellerin Katia Franke sind gern gesehene Akteure.
Die erste Arbeit im öffentlichen Raum in Heimbach (Eifel) war das Labyrinth von Chartre als Plasterarbeit im sogenannten Kurpark.
Danach hat sie den Park des Klosters Zülpich-Marienborn mit umgestaltet. Hier ist das Labyrinth von Chartre gepflastert und eine Stele im Park erinnert an die schrecklichen Ereignisse der 30er Jahre an diesem friedlichen Ort.
Im öffentlichen Raum in Heimbach sitzt der Geigenspieler an der Rurbrücke und wurde zum heimlichen Liebling der Gäste und er ist der fotografische „Hotspot“ an der Rur.
Zusammen mit einer Gruppe Heimbacher Bürger hat sie auch während der Coronazeit, mit all den Einschränkungen ein Projekt des Landes NRW zu Ortsgeschichte umgesetzt. Die „Heimbacher Stühlchen“ in Bronze stehen in unterschiedlichen Darstellungen im Ort und an der Rurpromenade.
Luise Kött-Gärtner freut sich über Atelierbesuche in Heimbach (Eifel), wenn sie angekündigt werden.

## Ausstellungen
- 1989: CastArt1 (Düsseldorf)
- 1994: CastArt2 (Düsseldorf)
- 1999: CastArt3 (Düsseldorf)
- 2003: CastArt4 (Düsseldorf)
- seit 2006: Atelier- und Ausstellungshaus in Heimbach (Eifel)
- 2007: Ausstellung Berlin. Bundesaußenminister Frank-Walter Steinmeier überreicht allen am G8-Gipfel 2007 beteiligten Außenministern die Plastik Gemeinsam sind wir stark.[3]
- 2007: Akademie für Kinesiologie (Hamburg)
- 2007: Galerie ars mundi (Berlin)